# أنتوني أسيفيدو
أنتوني أسيفيدو (بالإنجليزية: Anthony Acevedo)‏ هو عسكري أمريكي، ولد في 31 يوليو 1924 في سان بيرناردينو في الولايات المتحدة، وتوفي في 11 فبراير 2018 في لوما ليندا في الولايات المتحدة.